# Robert Bulwer-Lytton, Bá tước thứ 1 xứ Lytton
Edward Robert Lytton Bulwer-Lytton, Bá tước thứ 1 xứ Lytton (8 tháng 11 năm 1831 - 24 tháng 11 năm 1891), là một quý tộc, Nhà quản lý thuộc địa và chính trị gia Đảng Bảo thủ, ngoài ra ông còn là một nhà thơ với bút danh Owen Meredith. Từ năm 1876 đến năm 1880, ông được bổ nhiệm làm Phó vương kiêm Toàn quyền Ấn Độ, trong nhiệm kỳ của ông, Victoria của Anh nhận đế hiệu Nữ hoàng của Đế quốc Ấn Độ. Ông được bổ nhiệm làm Đại sứ Vương quốc Anh tại Pháp từ năm 1887 đến năm 1891.
Nhiệm kỳ phó vương của ông gây tranh cãi vì sự tàn nhẫn trong cả đối nội và đối ngoại. Đặc biệt là việc ông xử lý Nạn đói lớn 1876-1878 và Chiến tranh Anh-Afghanistan lần thứ hai. Các chính sách của Lyon được cho rằng đã dựa trên Chủ nghĩa Darwin xã hội mà ông tin theo. Con trai của ông là Victor Bulwer-Lytton, Bá tước thứ 2 xứ Lytton, người sinh ra ở Ấn Độ, sau này giữ chức Thống đốc Bengal và có một thời gian ngắn tạm quyền ghế Phó vương kiêm Toàn quyền Ấn Độ. Lytton cũng là cha vợ của kiến trúc sư Edwin Lutyens, người được giao nhiệm vụ quy hoạch New Delhi.
Trong thời kỳ làm Đại sứ Anh tại Pháp, Lytton đã bảo vệ các chính sách đối nội của Benjamin Disraeli và chính sách đối ngoại của Richard Lyons. Nhiệm kỳ Đại sứ của ông tại Paris được đánh giá là đã thành công và sau khi Lytton qua đời trong quá trình tại nhiệm ở Paris, ông đã được Chính phủ Pháp tổ chức lễ tang cấp nhà nước, đây là một vinh dự hiếm có dành cho một người nước ngoài, đặc biệt đó lại là một người Anh.